# 石丸入口

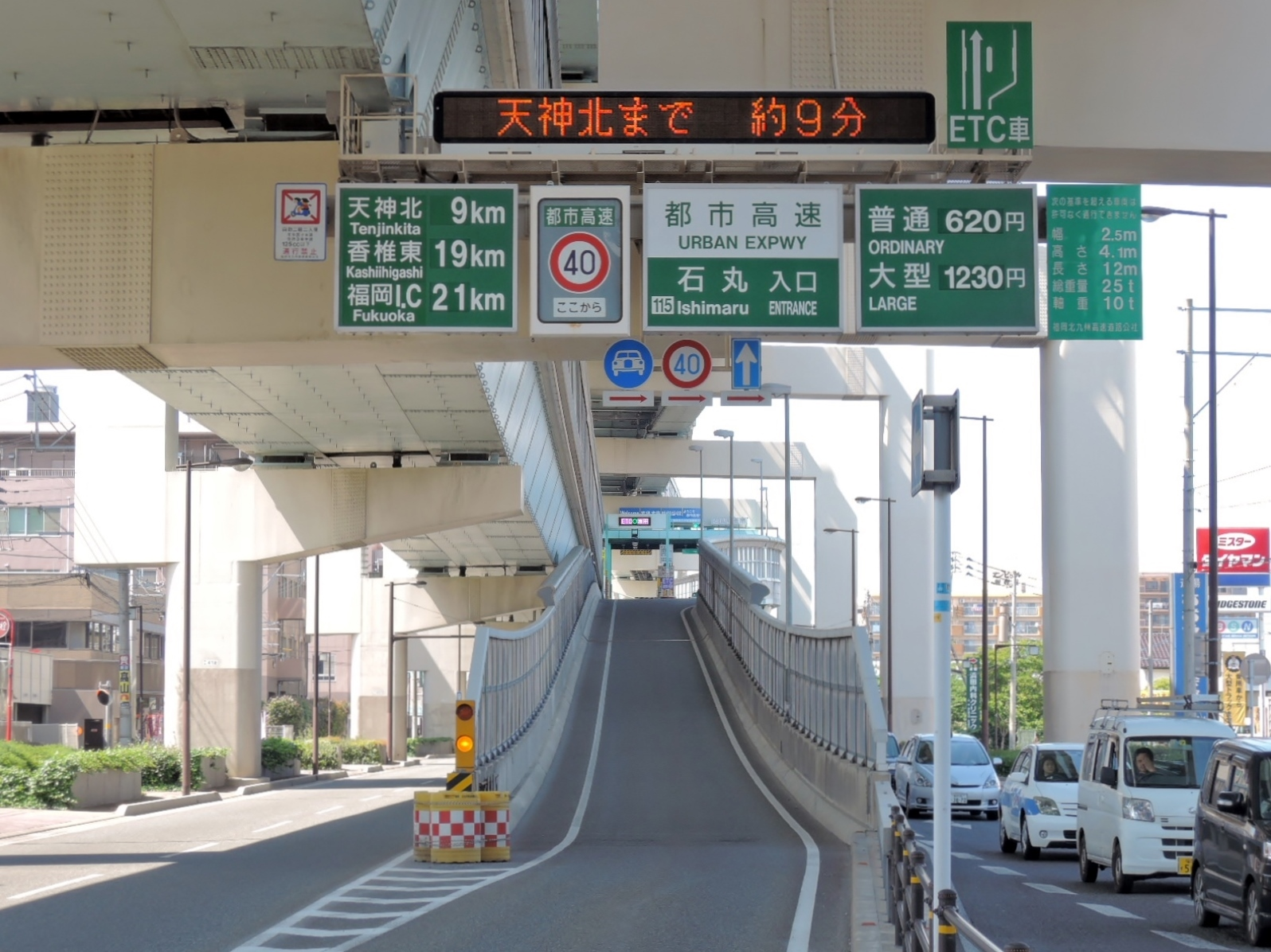
福重方面から天神方面へ向かう入口。左は一般道路。右は、少し先で石丸入口と対応する、天神方面からの福重出口と合流する一般道路

石丸入口（いしまるいりぐち）は福岡県福岡市西区にある福岡高速道路環状線の入口。このランプと対応する出口は福重出口である。

## 料金所

### 天神北・香椎・水城方面
- ブース数: 2
  - ETC専用: 1
  - 一般: 1

## 周辺
- 白十字病院・白十字リハビリテーション病院
- 福岡西郵便局

## 注意点
このランプは、千鳥橋JCT方面にだけ入れる。
月隈JCT方面へは福重出入口（南）を、西九州自動車道（福岡前原有料道路）へは拾六町ICを利用の事。

## 隣
福岡高速環状線
福重JCT - (115)石丸入口/福重出口 - (114)姪浜出入口